# 요오드팅크

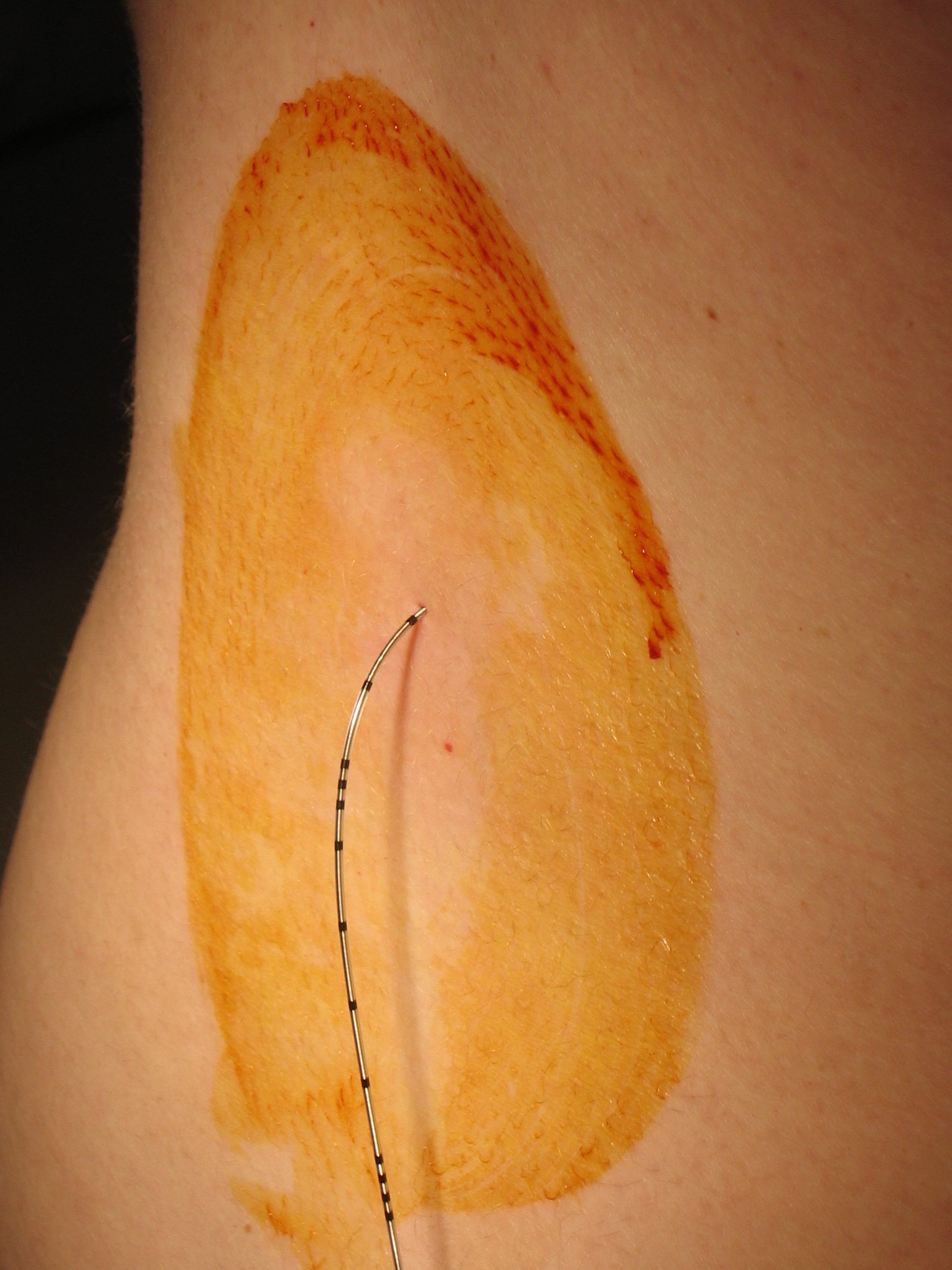
요오드팅크를 바른 모습

요오드팅크(←독일어: Jodtinktur, 영어: Iodine tincture)는 요오드, 요오드화 칼륨을 에틸 알코올에 녹인 용액으로 구급약으로 널리 사용되었다. 소독약으로 상처난 부위에 발라서 이용한다. 몸에 바르면 노란색으로 보인다. 현재는 포비돈 아이오딘에 밀려 예전보다는 적게 사용된다.
일본어의 영향으로 ‘옥도정기(沃度丁幾)’로 부르기도 한다. 이의 영향으로 머큐로크롬을 ‘아까징끼(←일본어: 赤いヨードチンキ)’로 부르기도 한다.

## 같이 보기
- 포비돈-아이오딘